# Markus Prock
Markus Prock (Innsbruck, 22 giugno 1964) è un ex slittinista e manager austriaco.
È lo zio di Gregor Schlierenzauer, saltatore con gli sci di alto livello, ed è il padre di Nina e Hannah, slittiniste facenti parte della squadra giovanile austriaca. Ha anche un altro nipote, Lukas Schlierenzauer, fratello minore di Gregor, anch'egli giovane slittinista della squadra austriaca

## Biografia
Ha esordito in Coppa del Mondo nella stagione 1982-83, ha conquistato il primo podio il 9 gennaio 1984 nel singolo ad Hammarstrand (3°) e la prima vittoria il 3 febbraio 1985 nella stessa località svedese.
Detiene, in coabitazione con l'italiano Armin Zöggeler, il record di vittorie nella classifica generale di Coppa del Mondo nella specialità del singolo, con dieci sfere di cristallo al suo attivo. Ha conquistato inoltre trentatré vittorie di tappa, salendo sul podio per ben settantatré volte, tutte a livello individuale.
Ha preso parte a sei edizioni consecutive delle Olimpiadi, da Sarajevo 1984 a Salt Lake City 2002, conquistando due medaglie d'argento, ad Albertville 1992 e Lillehammer 1994, ed una di bronzo ad Salt Lake City 2002, in quella che è stata la sua ultima apparizione da atleta sulle piste ghiacciate.
In carriera ha conquistato quattordici medaglie, di cui cinque d'oro, ai campionati mondiali, sette nel singolo ed altrettante nella gara a squadre. A livello europeo può vantare dieci medaglie e tre titoli continentali.
Dal 1997 ha intrapreso la carriera di manager sportivo, creando una propria società.

## Palmarès

### Olimpiadi
- 3 medaglie:
  - 2 argenti (singolo a Albertville 1992; singolo a Lillehammer 1994);
  - 1 bronzo (singolo a Salt Lake City 2002).

### Mondiali
- 14 medaglie:
  - 5 ori (singolo a Igls 1987; singolo, gara a squadre a Altenberg 1996; gara a squadre a Igls 1997; gara a squadre a Königssee 1999);
  - 4 argenti (singolo a Calgary 1990; gara a squadre a Winterberg 1991; gara a squadre a Calgary 1993; singolo a Igls 1997);
  - 5 bronzi (singolo a Winterberg 1991; singolo, gara a squadre a Lillehammer 1995; gara a squadre a St. Moritz 2000; singolo a Calgary 2001).

### Europei
- 10 medaglie:
  - 3 ori (singolo a Königssee 1994; singolo a Oberhof 1998; singolo a Altenberg 2002);
  - 4 argenti (singolo a Königssee 1988; singolo a Igls 1990; gara a squadre a Winterberg 1992; gara a squadre a Sigulda 1996);
  - 3 bronzi (gara a squadre a Königssee 1994; gara a squadre a Oberhof 1998; gara a squadre a Altenberg 2002).

### Coppa del Mondo
- Vincitore della Coppa del Mondo nella specialità del singolo nel 1987/88, nel 1990/91, nel 1991/92, nel 1992/93, nel 1993/94, nel 1994/95, nel 1995/96, nel 1996/97, nel 1998/99 e nel 2001/02.
- 73 podi (tutti nel singolo):
  - 33 vittorie (tutte nel singolo);
  - 17 secondi posti (tutti nel singolo);
  - 23 terzi posti (tutti nel singolo).

#### Coppa del Mondo - vittorie
| Data             | Luogo        | Paese        | Disciplina |
| ---------------- | ------------ | ------------ | ---------- |
| 3 febbraio 1985  | Hammarstrand | Svezia       | Singolo    |
| 20 dicembre 1987 | Igls         | Austria      | Singolo    |
| 10 gennaio 1988  | Altenberg    | Germania Est | Singolo    |
| 24 gennaio 1988  | Sankt Moritz | Svizzera     | Singolo    |
| 25 novembre 1990 | Altenberg    | Germania     | Singolo    |
| 16 dicembre 1990 | Sarajevo     | Jugoslavia   | Singolo    |
| 17 febbraio 1991 | Igls         | Austria      | Singolo    |
| 17 novembre 1991 | Altenberg    | Germania     | Singolo    |
| 17 dicembre 1991 | Igls         | Austria      | Singolo    |
| 26 gennaio 1992  | Calgary      | Canada       | Singolo    |
| 29 novembre 1992 | Altenberg    | Germania     | Singolo    |
| 6 dicembre 1992  | Sigulda      | Lettonia     | Singolo    |
| 17 gennaio 1993  | La Plagne    | Francia      | Singolo    |
| 7 febbraio 1993  | Lillehammer  | Norvegia     | Singolo    |
| 2 dicembre 1993  | Sigulda      | Lettonia     | Singolo    |
| 12 dicembre 1993 | Igls         | Austria      | Singolo    |
| 16 gennaio 1994  | Oberhof      | Germania     | Singolo    |
| 30 gennaio 1994  | Altenberg    | Germania     | Singolo    |
| 26 novembre 1994 | Igls         | Austria      | Singolo    |
| 27 novembre 1994 | Igls         | Austria      | Singolo    |
| 4 dicembre 1994  | Winterberg   | Germania     | Singolo    |
| 17 dicembre 1994 | Calgary      | Canada       | Singolo    |
| 3 dicembre 1995  | Igls         | Austria      | Singolo    |
| 10 dicembre 1995 | La Plagne    | Francia      | Singolo    |
| 11 febbraio 1996 | Sankt Moritz | Svizzera     | Singolo    |
| 1º dicembre 1996 | Sigulda      | Lettonia     | Singolo    |
| 15 dicembre 1996 | Altenberg    | Germania     | Singolo    |
| 22 dicembre 1996 | Königssee    | Germania     | Singolo    |
| 26 gennaio 1997  | Oberhof      | Germania     | Singolo    |
| 18 gennaio 1998  | Altenberg    | Germania     | Singolo    |
| 17 gennaio 1999  | Oberhof      | Germania     | Singolo    |
| 6 febbraio 1999  | Sankt Moritz | Svizzera     | Singolo    |
| 20 gennaio 2002  | Sigulda      | Lettonia     | Singolo    |